# 蚌埠公交118路
蚌埠公交118路是中国安徽省蚌埠市的一条公交线路，由新二中首末站开往槐花园，是全市两条“拥军线路”之一。目前该线路全部车辆均为福田BJ6123PHEVCA-7型气电混合动力空调车，因此118路也是该市几条“新能源示范线路”之一。由蚌埠市公共交通集团有限公司运营、管理。

## 历史

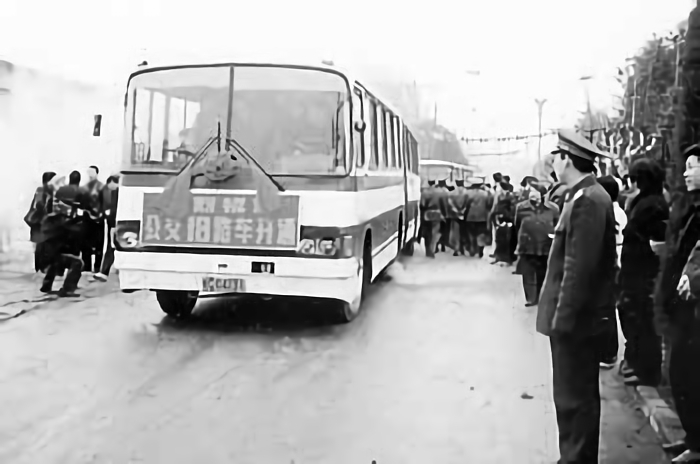
2001年1月22日坦克学院开通18路的现场
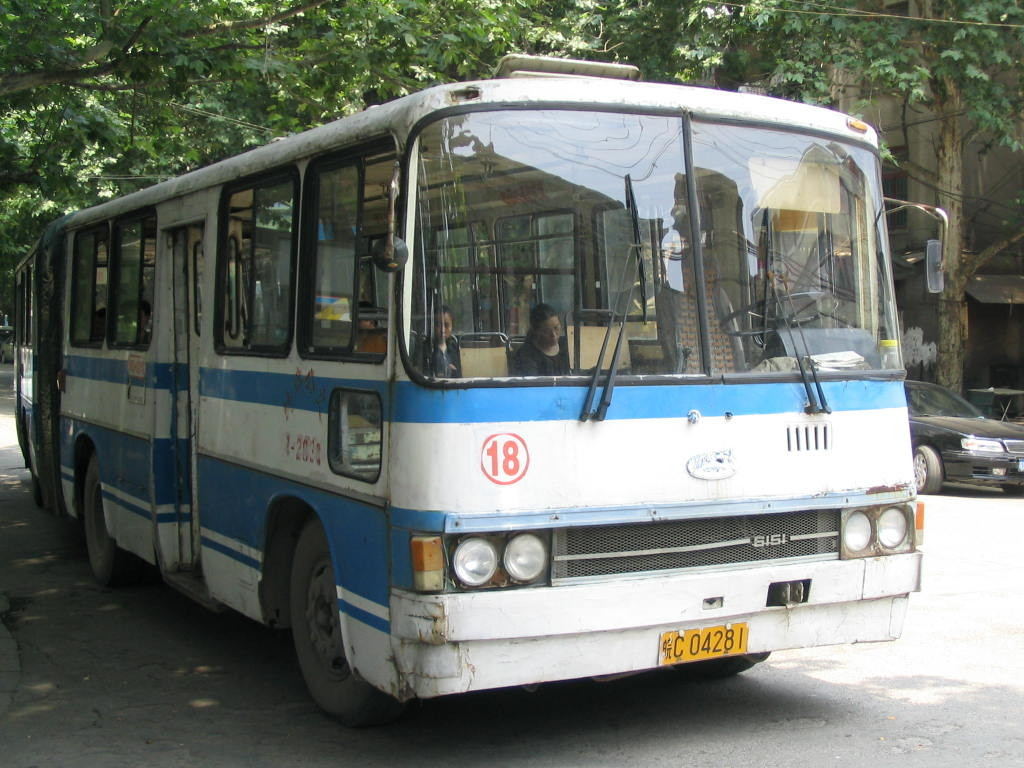
2001-2005年使用长江6151型铰接客车的18路
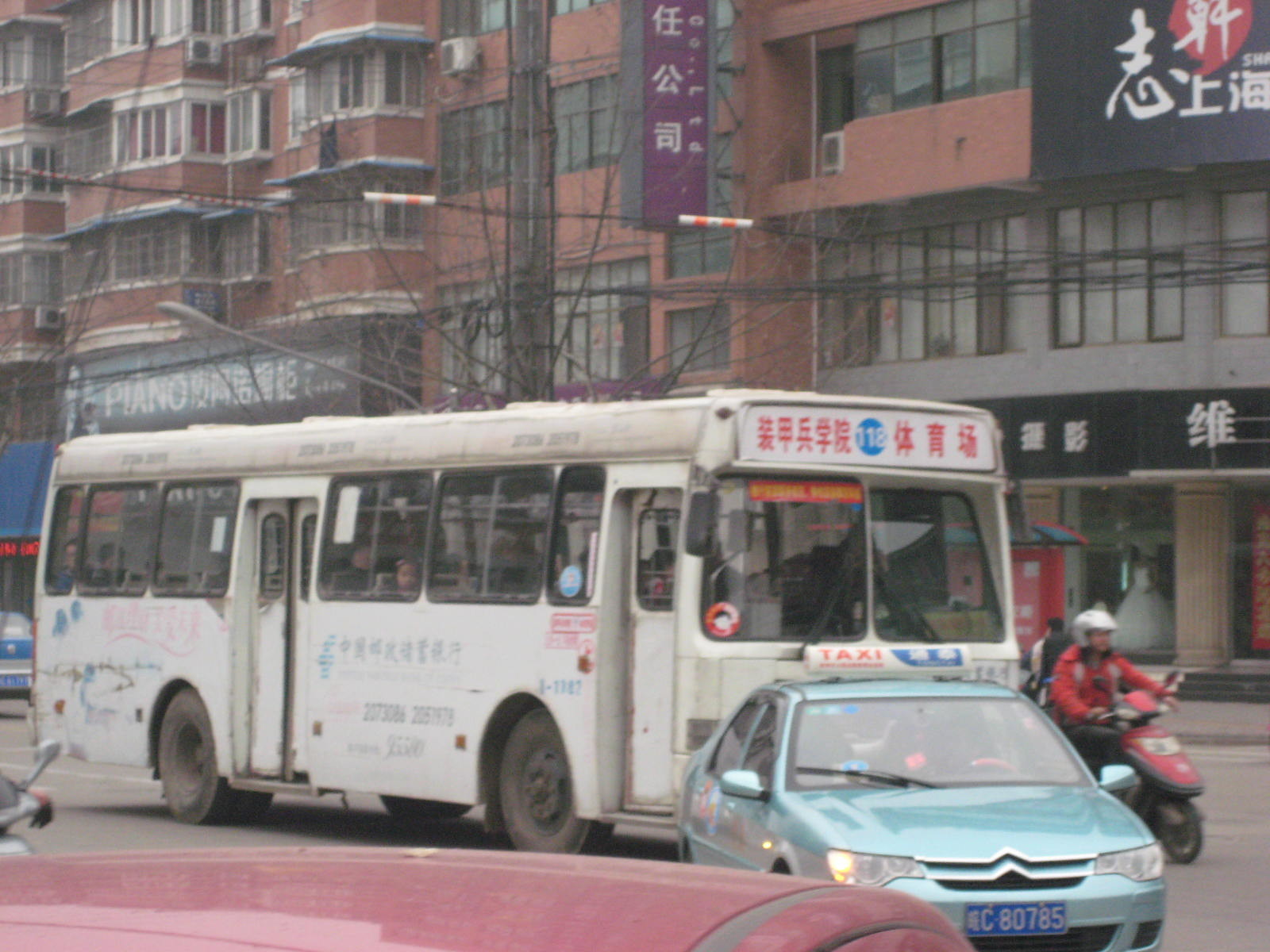
2010年最后一批使用长江客车的118路
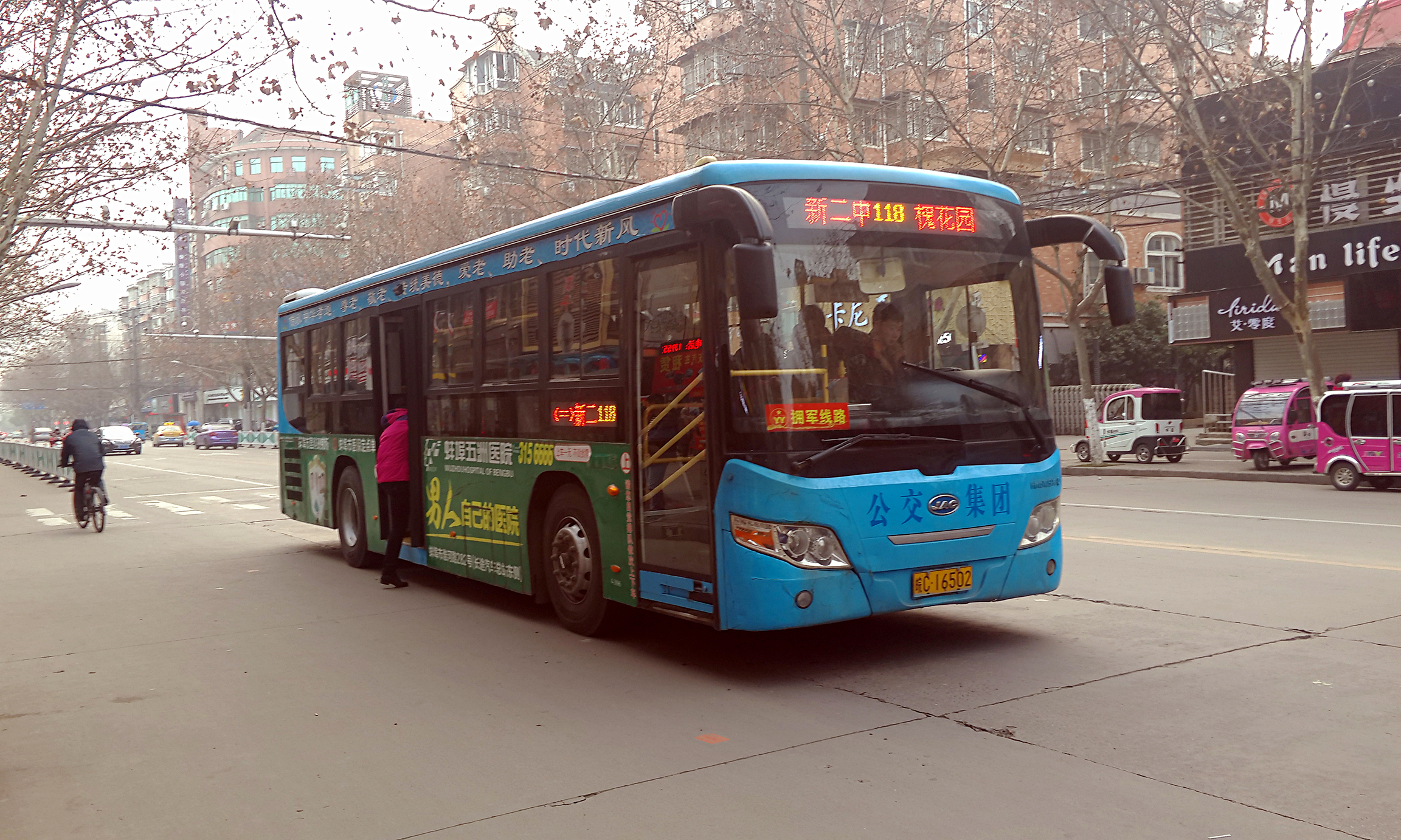
2013年起使用全新江淮天然气客车的“拥军线路”118路
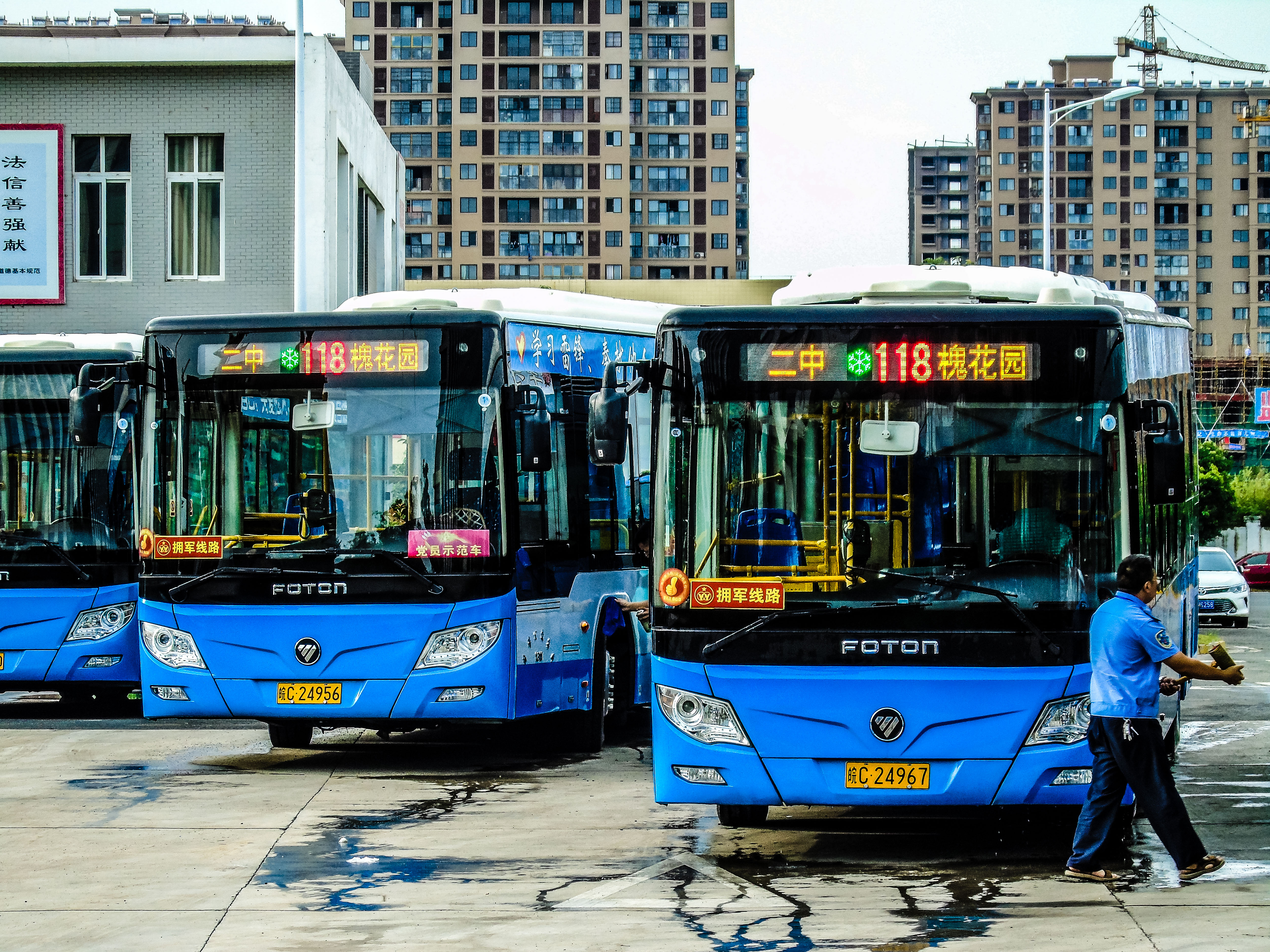
2017年起使用全新福田混动空调车的“拥军线路”118路整装待发
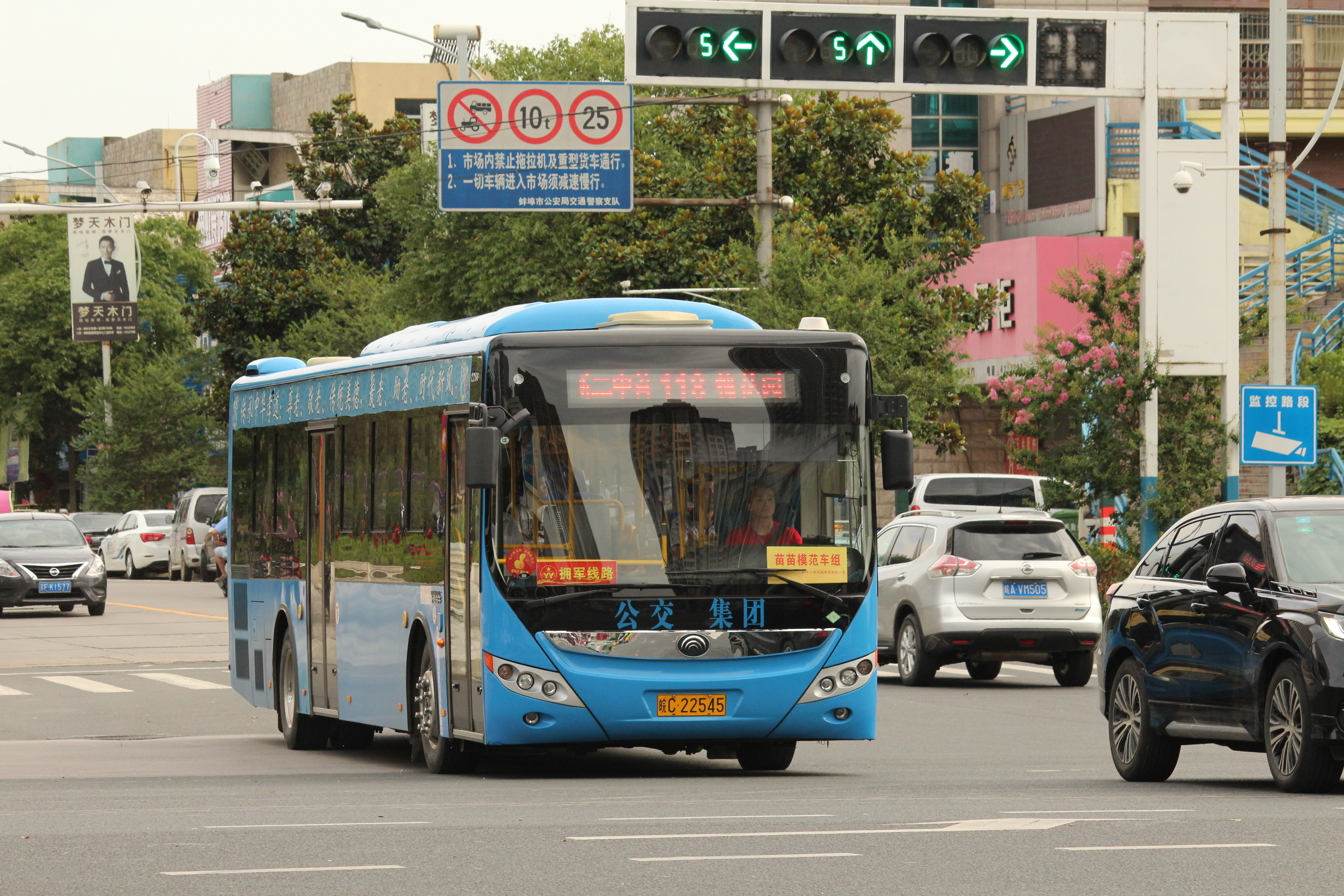
2017年6月3台编入118路的宇通H12型气电混合动力空调客车

- 2001年1月22日，蚌埠公交公司开通首条拥军线路18路。具有拥军光荣传统的蚌埠公交公司克服自身困难，把公交18路车开进了坐落于该市西南郊的解放军蚌埠坦克学院，使困扰该院20多年的官兵和家属出行难的问题终于得以解决，受到该院官兵、家属及周边群众的欢迎，18路车被称为“拥军车”。[3]
- 2005年，蚌埠公交公司实施公交改革，18路变更为118路，原有长江牌6151型铰接客车报废，更换为长江·福来西宝柴油客车。[4][5]
- 2013年，蚌埠公交集团挂牌成立蚌埠市首条“拥军线路”118路。终点站也正式从原体育场延伸至解放路停车场，单边里程增至12公里，运营车辆同时从18台增至40台并报废原有长江客车，更换为江淮天然气客车。[6]
- 2014年，蚌埠公交集团为“拥军线路”118路增加了空调车，并再次延长终点站至禹会区新二中和淮上区槐花园小区，通达更多站点，方便官兵和周边居民。[7]
- 2017年，蚌埠公交集团购置百余台福田BJ6123PHEVCA-7型气电混合动力空调车，其中半数投入“拥军线路”118路，使得118路成为蚌埠市几条“新能源示范线路”之一。[8]
- 2017年6月，蚌埠公交集团将原116路的3台宇通H12型气电混合动力空调客车编入118路。
- 2017年12月9日起，蚌埠公交集团为解决淮上区通成紫都片区无常规公交线路问题，进一步弥补公交盲区，方便市民出行，从12月9日起调整公交118路线部分走向，由解放路-双墩路调整为解放路-淮上大道-马园路-双墩路，调整后增设马园路·淮上大道、马园路·双墩路等2处公交站点，原通成国贸、双墩路·解放路东站取消，其它走向及站点不变。[9]

## 站点

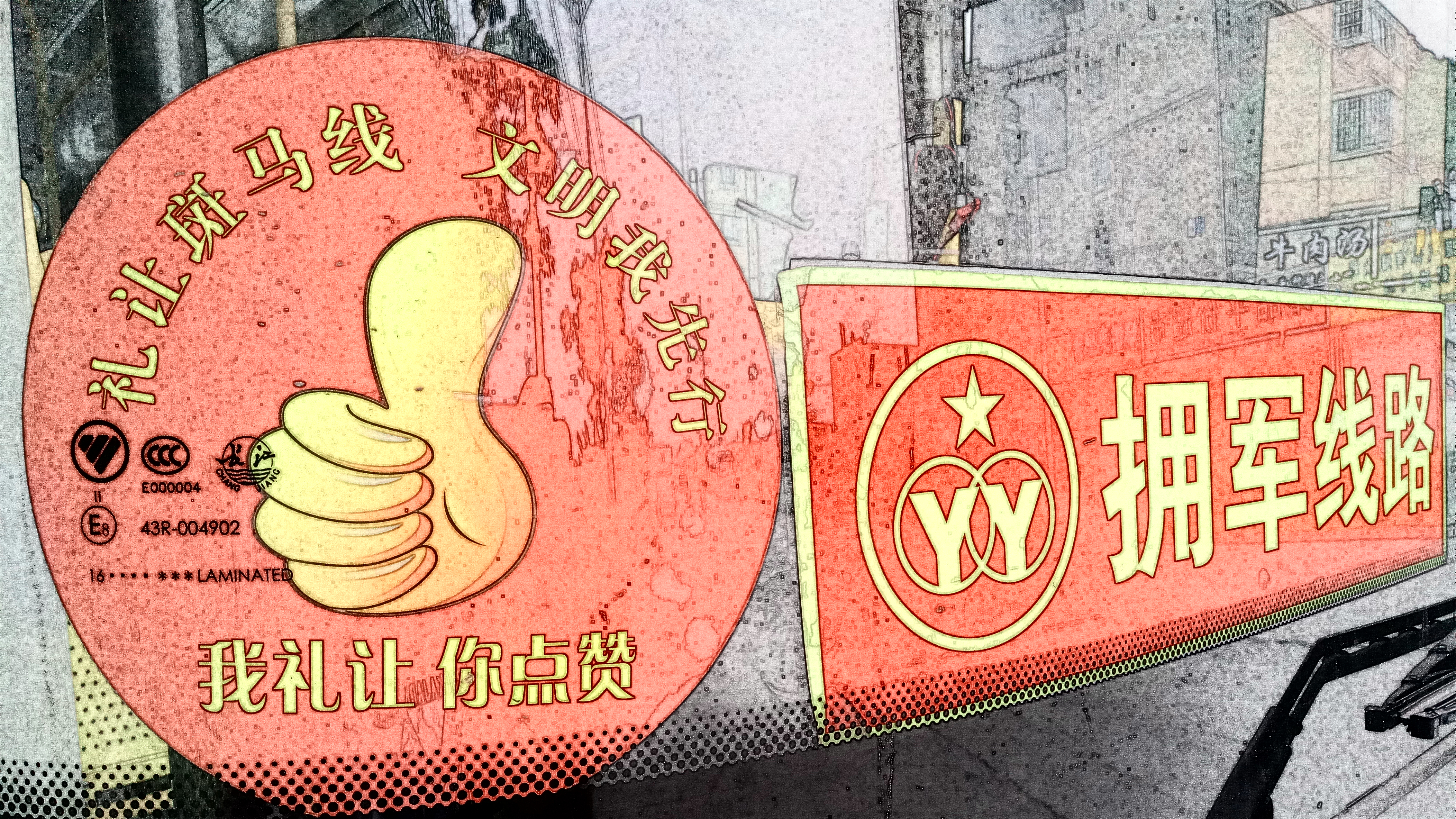
蚌埠公交“拥军线路”标识牌

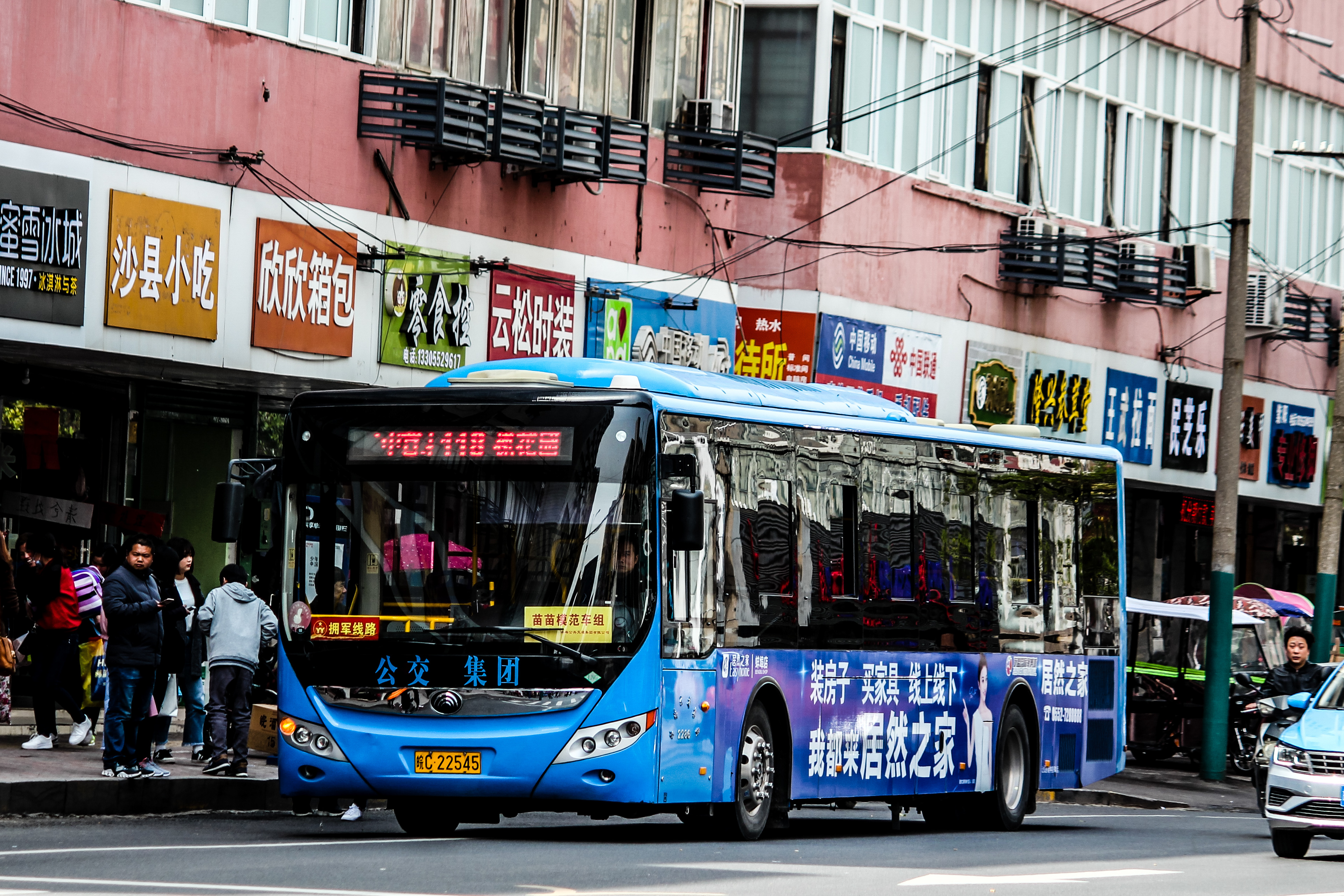
蚌埠公交118路使用的宇通H12型客车

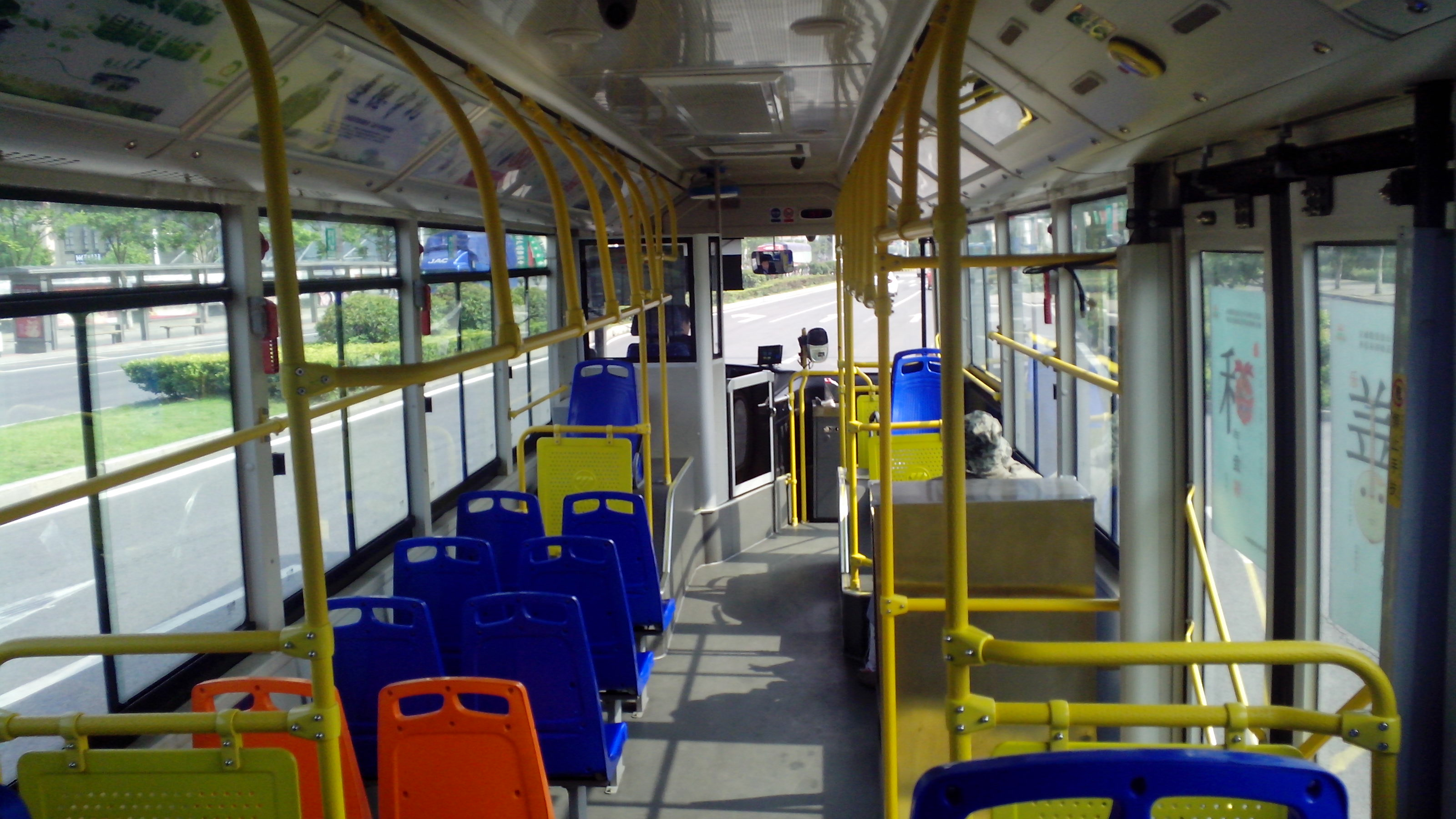
蚌埠公交118路福田混动空调客车内饰

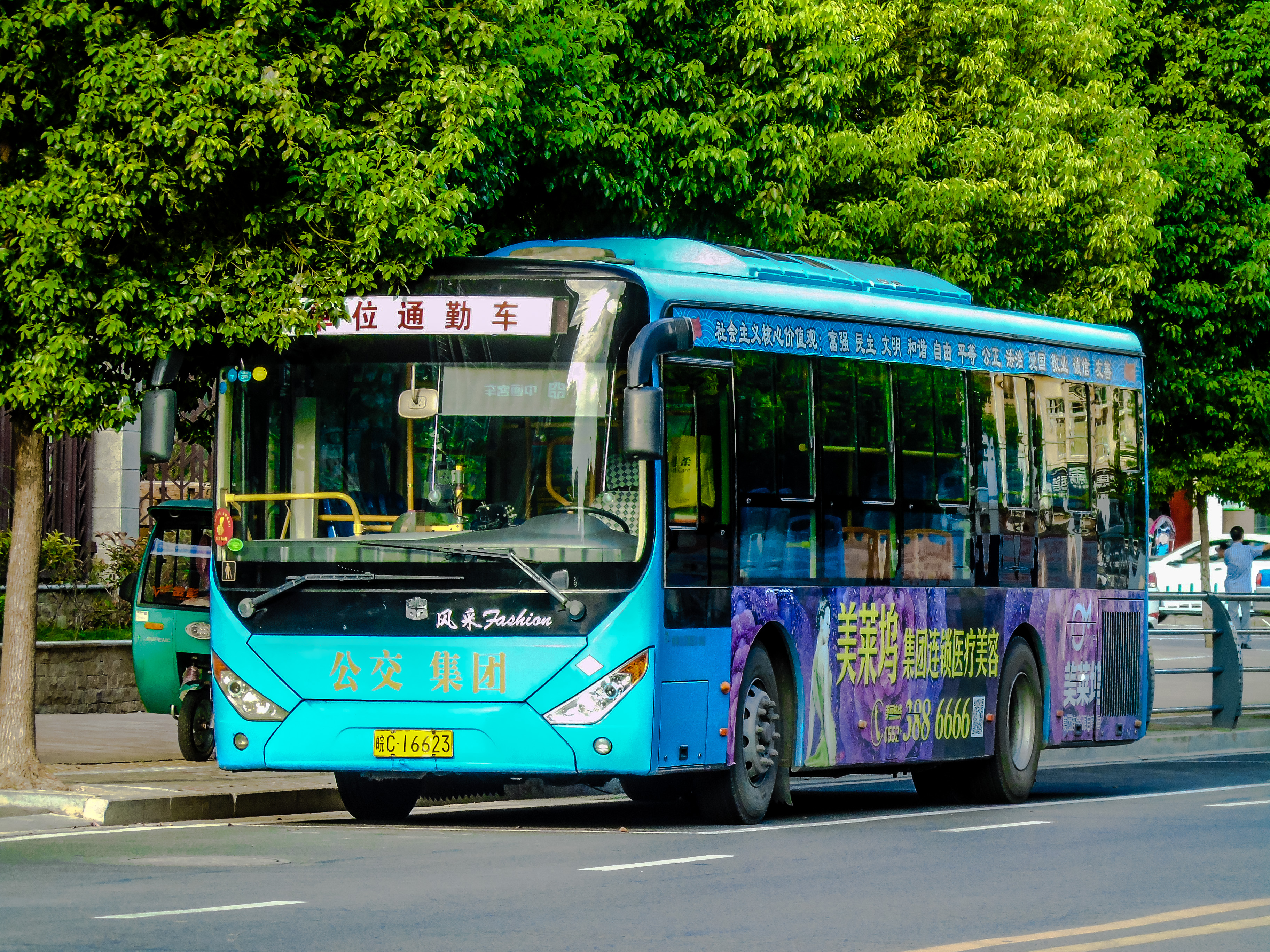
蚌埠公交118路退役车辆现为通勤车

### 途经站
- 往二中终点站 ： 槐花园 - 双墩路 - 海通物流园 - 马园路·双墩路 - 马园路·淮上大道 - 交通局 - 解放路·新淮路 - 东方明珠 - 三中·长途汽车中心站 - 交通医院 - 火车站 - 第二人民医院 - 津浦大塘东 - 津浦大塘南 - 第三人民医院 - 第一中学 - 工农家园 - 沁雅花园西 - 工农路·荆山路 - 工农路·万达广场 - 新昌南路 - 长途汽车客运南站 - 钓鱼台生活城 - 十一中 - 南山郦都 - 花鼓灯嘉年华 - 淮河艺术馆 - 佳源·东方都市 - 装甲兵学院 - 二十二中 - 二中 - 二中终点站[10]
- 往槐花园 ： 二中 - 二十二中 - 装甲兵学院 - 佳源·东方都市 - 淮河艺术馆 - 花鼓灯嘉年华 - 南山郦都 - 十一中 - 钓鱼台生活城 - 长途汽车客运南站 - 新昌南路 - 工农路·万达广场 - 工农路·荆山路 - 沁雅花园西 - 工农家园 - 第一中学 - 第三人民医院 - 津浦大塘南 - 津浦大塘东 - 第二人民医院 - 火车站 - 交通医院 - 长途汽车中心站 - 三中 - 东方明珠 - 解放路·新淮路 - 交通局 - 马园路·淮上大道 - 马园路·双墩路 - 海通物流园 - 双墩路 - 槐花园[11][12][13]

### 换乘站
以下内容均统计自：蚌埠市公共交通集团有限公司营运线路一览表
- 交通局 ： 109路 111路 112路 120路 127路 127路 202路 204路 206路 K321路
- 解放路·新淮路 ： 120路 127路 206路
- 东方明珠 ： 101路 107路 115路 128路 207路 208路 222路
- 三中 ： 101路 107路 115路 128路 206路 207路 208路
- 长途汽车中心站 ： 112路
- 交通医院 ： 107路 112路 128路
- 火车站 ： 101路 103路 104路 107路 109路 110路 112路 115路 128路 206路 207路 208路 301路 302路
- 第二人民医院 ： 101路 103路 104路 107路 109路 110路 111路 115路 128路 微3路 204路 206路 207路 208路
- 津浦大塘东 ： 109路
- 津浦大塘南 ： 102路 105路 106路 108路 116路 123路 环线1路
- 第三人民医院 ： 101路 105路 106路 108路 116路 302路
- 第一实验学校 ： 101路 106路 116路
- 第一中学 ： 111路 125路
- 工农家园 ： 111路 125路
- 沁雅花园西 ： 126路
- 工农路·荆山路 ： 123路 126路
- 工农路·万达广场 ： 109路 123路 303路
- 新昌南路 ： 109路 303路 156路
- 客运南站 ： 109路 110路 130路 133路 136路 156路 微3路 303路 215路
- 钓鱼台生活城 ： 103路 130路 133路 215路
- 十一中 ： 103路 130路 133路 215路
- 南山郦都 ： 103路 130路 140路 156路 215路
- 花鼓灯嘉年华 ： 140路 156路
- 淮河艺术馆 ： 156路
- 佳源·东方都市 ： 156路
- 二中 ： 121路 129路 学生专线1路 学生专线2路 学生专线3路

## 票价
2018年3月15日起，支付宝刷卡机开始在蚌埠公交101路、107路、118路、126路、127路、128路、138路7条线路试运行，乘客可以通过支付宝手机软件进行扫码付费乘车，支付宝扫码乘车的支付票价和投币票价相同，暂不享受刷卡优惠。
- 未持卡乘客普通车投币1元，空调车投币2元。
- 持普通电子钱包卡普通车0.9元/次，空调车1.8元/次。
- 持学生月票卡普通车0.18元/次，成人卡0.36元/次，空调车加1元。
- 持老人卡、拥军卡、爱心卡的乘客免费乘车。[15]

## 资料来源
1. ↑  .   [2017-06-14]. （原始内容存档于2017-08-02）.
2. ↑  蚌埠双拥概况 蚌埠双拥网[永久]
3. ↑  .   [2017-06-14]. （原始内容存档于2020-11-24）.
4. ↑  .   [2017-08-20]. （原始内容存档于2020-10-31）.
5. ↑  .   [2017-08-20]. （原始内容存档于2019-07-24）.
6. ↑  蚌埠首条拥军线路挂牌 中安在线[永久]
7. ↑  蚌埠公交118路挂牌命名为“拥军线路” 网易新闻[永久]
8. ↑  .   [2017-06-14]. （原始内容存档于2017-07-31）.
9. ↑  .   [2017-12-30]. （原始内容存档于2017-12-31）.
10. ↑  .   [2017-06-18]. （原始内容存档于2017-12-30）.
11. ↑  .   [2017-06-14]. （原始内容存档于2017-12-30）.
12. ↑  .   [2017-06-14]. （原始内容存档于2017-12-31）.
13. ↑  .   [2017-06-14]. （原始内容存档于2017-07-08）.
14. ↑  【支付宝乘车】蚌埠云公交卡使用指南 新浪微博
15. ↑  .   [2017-06-17]. （原始内容存档于2018-03-09）.